# Anssi Nieminen
Anssi Nieminen (* 24. Juli 1967 in Jyväskylä) ist ein ehemaliger finnischer Skispringer und heutiger Skisprungtrainer.
Nieminen bestritt am 30. Dezember 1985 sein erstes Springen im Skisprung-Weltcup. Dabei konnte er in Oberstdorf mit dem 6. Platz erstmals Weltcup-Punkte gewinnen. Nur fünf Tage später stand er beim Springen in Innsbruck erstmals mit Platz 3 auf dem Podium. Trotz dieser positiven Ergebnisse wurde er nach der Vierschanzentournee 1985/86 wieder aus dem A-Nationalkader genommen. Am 4. März 1988 wurde er in Lahti im Rahmen der Nationalen Gruppe eingesetzt und schaffte überraschend den 8. Platz. Es dauerte jedoch fast zwei weitere Jahre, bis er fest in den A-Nationalkader aufgenommen wurde. Bereits im ersten Springen seiner ersten Saison im A-Nationalkader am 1. Dezember 1990 in Lake Placid konnte er mit Platz 3 seine Stärke erneut unter Beweis stellen. Auch in Thunder Bay eine Woche später erreichte er mit dem 4. Platz ein überraschend gutes Ergebnis. Am Ende der Weltcup-Saison 1990/91 erreichte er so den 25. Platz in der Gesamtwertung. Die folgenden zwei Jahre verliefen weniger erfolgreich und er konnte keine Platzierungen mehr unter den besten Zehn erreichen. Daher beendete er am Ende der Weltcup-Saison 1992/93 seine aktive Skisprungkarriere.
Niemininen trainiert heute Skispringer und Nordische Kombinierer in seiner Heimatstadt Jyväskylä. Bis 2008 war er unter anderem persönlicher Trainer von Antti Kuisma oder auch Risto Jussilainen.